# Shaft vuelve a Harlem
Shaft's Big Score (conocida en español como Shaft vuelve a Harlem) es una película de acción estadounidense de 1972 dirigida por Gordon Parks y con Richard Roundtree como el legendario John Shaft. Es la segunda entrega de la trilogía de Shaft.

## Argumento
Shaft ha vuelto para encontrar al asesino de un viejo amigo en las calles de una ciudad dura y fría con un poco de ayuda de nuevos amigos.

## Reparto
- Richard Roundtree ... 	John Shaft
- Moses Gunn 	... 	Bumpy Jonas
- Drew Bundini Brown ... 	Willy
- Joseph Mascolo 	... 	Gus Mascola
- Kathy Imrie 	... 	Rita
- Wally Taylor 	... 	Johnny Kelly
- Cihangir Gaffari  ...     Jerry